# Eufaula (Alabama)
Eufaula ist eine Stadt im Barbour County im US-Bundesstaat Alabama. Sie hat 12.882 Einwohner (Stand: Volkszählung 2020) auf einer Fläche von 190,3 km². Die Stadt befindet sich bei den geographischen Koordinaten 31,91° Nord, 85,15° West.		

## Geschichte
Die ersten Siedler kamen 1820 in das Gebiet. Der Ort entwickelte sich rasch zu einem Handelsplatz für Baumwolle, die über den Chattahoochee River verschifft wurde.
Der Historic District ist mit 242 ha der größte des Staates Alabama. Dort sind Häuser der Antebellum-Architektur aus der Zeit vor dem Sezessionskrieg 1861 erhalten und restauriert worden. Das Kendall Manor von 1872 ist ein Beispiel für den Italianate-Stil; das Belvedere (Aussichtstürmchen) auf dem Dach greift ältere Vorbilder aus Eufaula auf, wie etwa beim Cato-Smith-House von 1858. Kirchen und Gewerbebauten wurden nach dem Bürgerkrieg in Viktorianischer Architektur erbaut. 14 Bauwerke und Stätten in Eufaula sind im National Register of Historic Places (NRHP) eingetragen (Stand 3. Juli 2019), darunter das Gov. Chauncy Sparks House und der Lore Historic District. Das Shorter Mansion von 1906 (im späten Greek-Revival-Stil) ist als Sitz der Eufaula Heritage Association zu besichtigen.

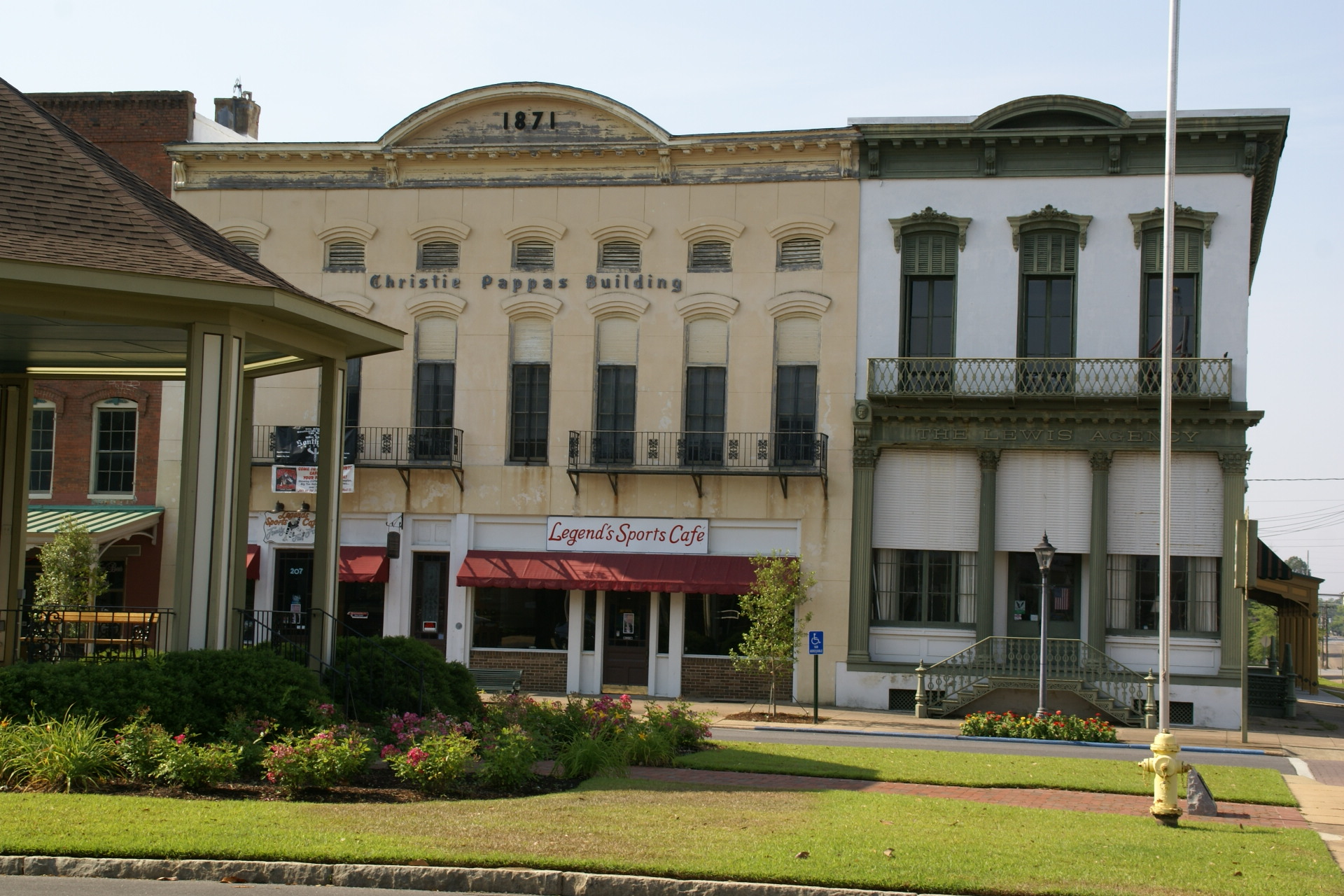
Broad Street
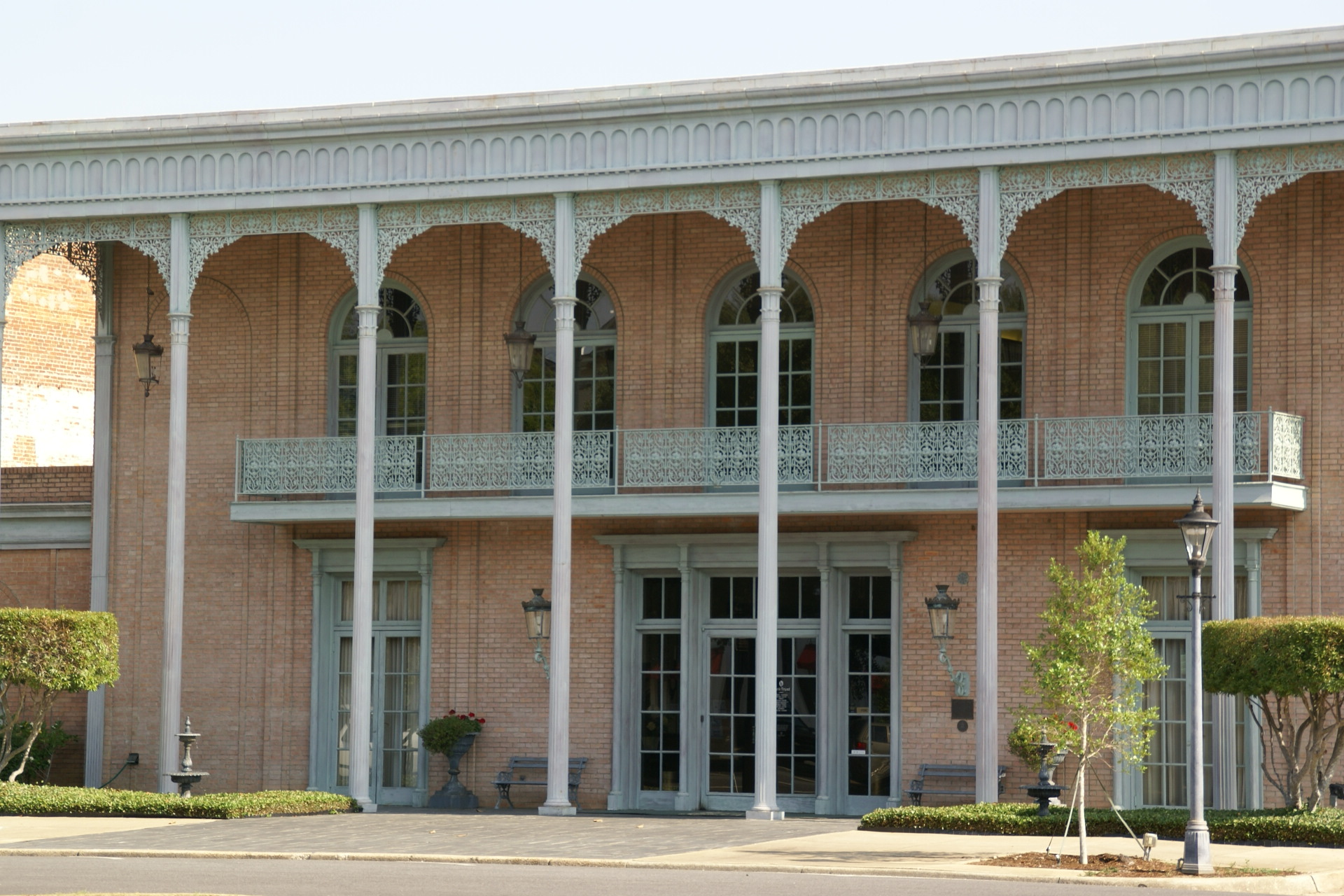
Broad Street
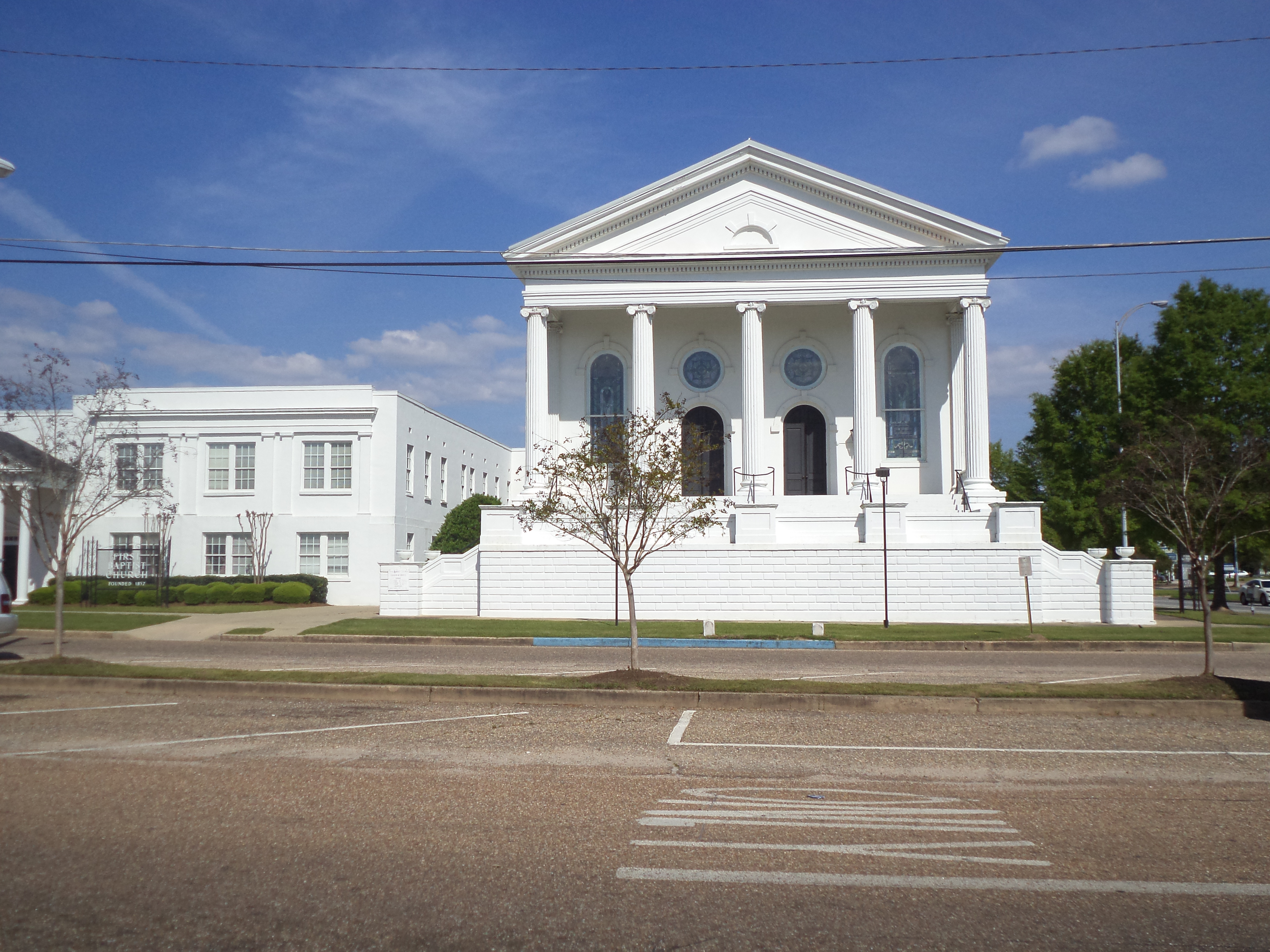
First Baptist Church
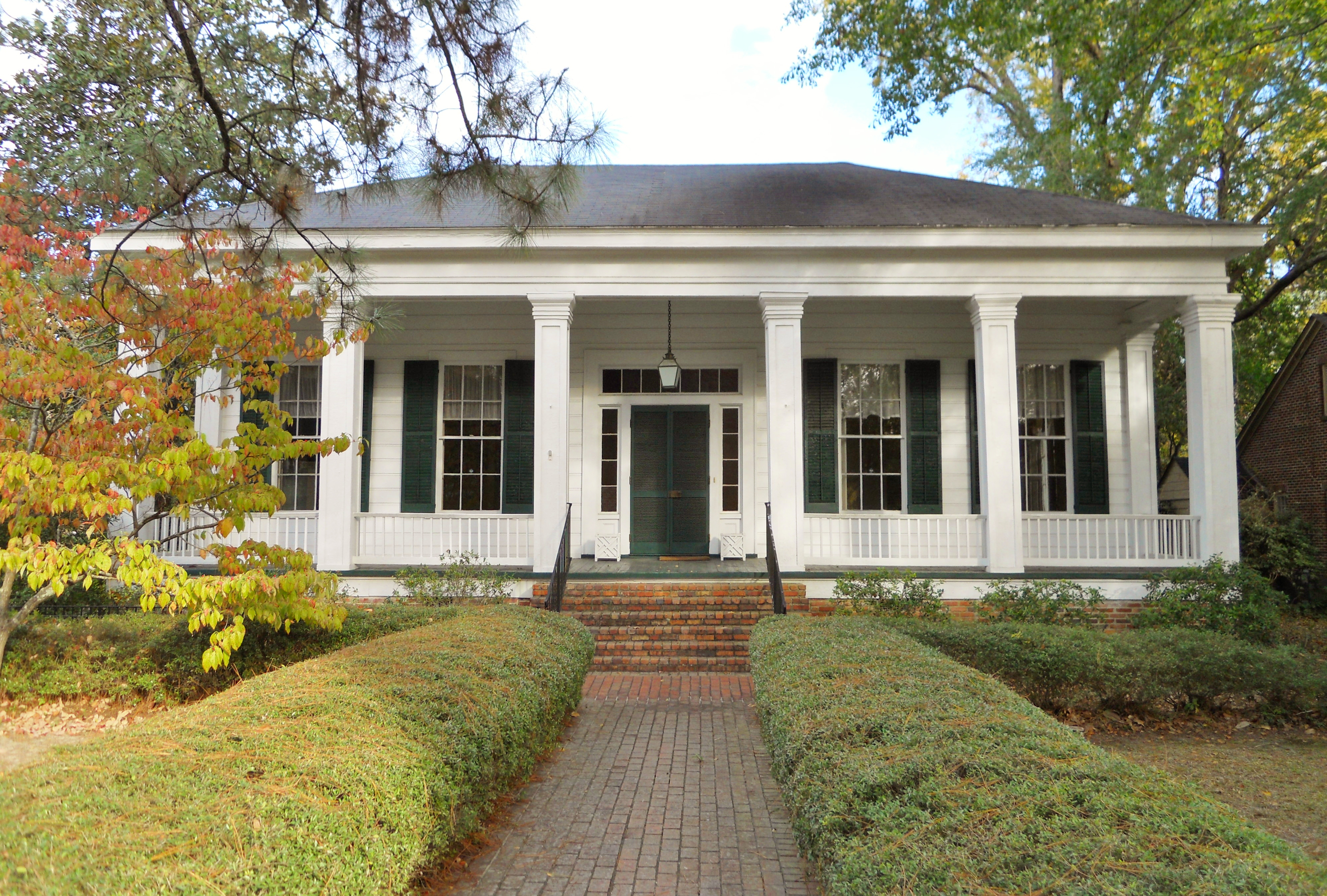
Bray-Barron House
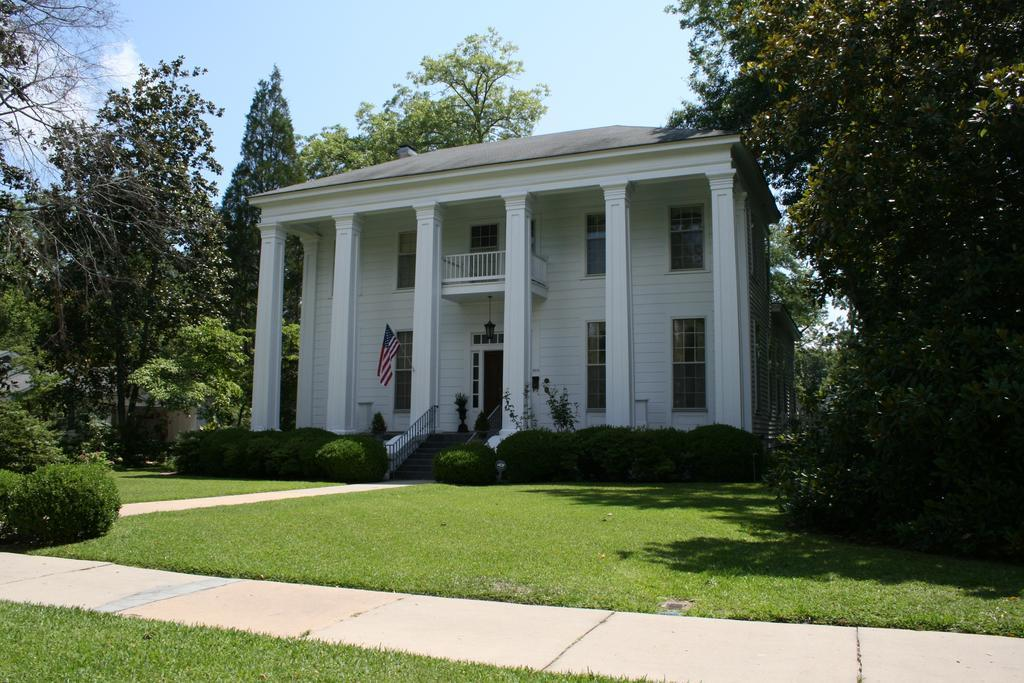
Couric-Smith House
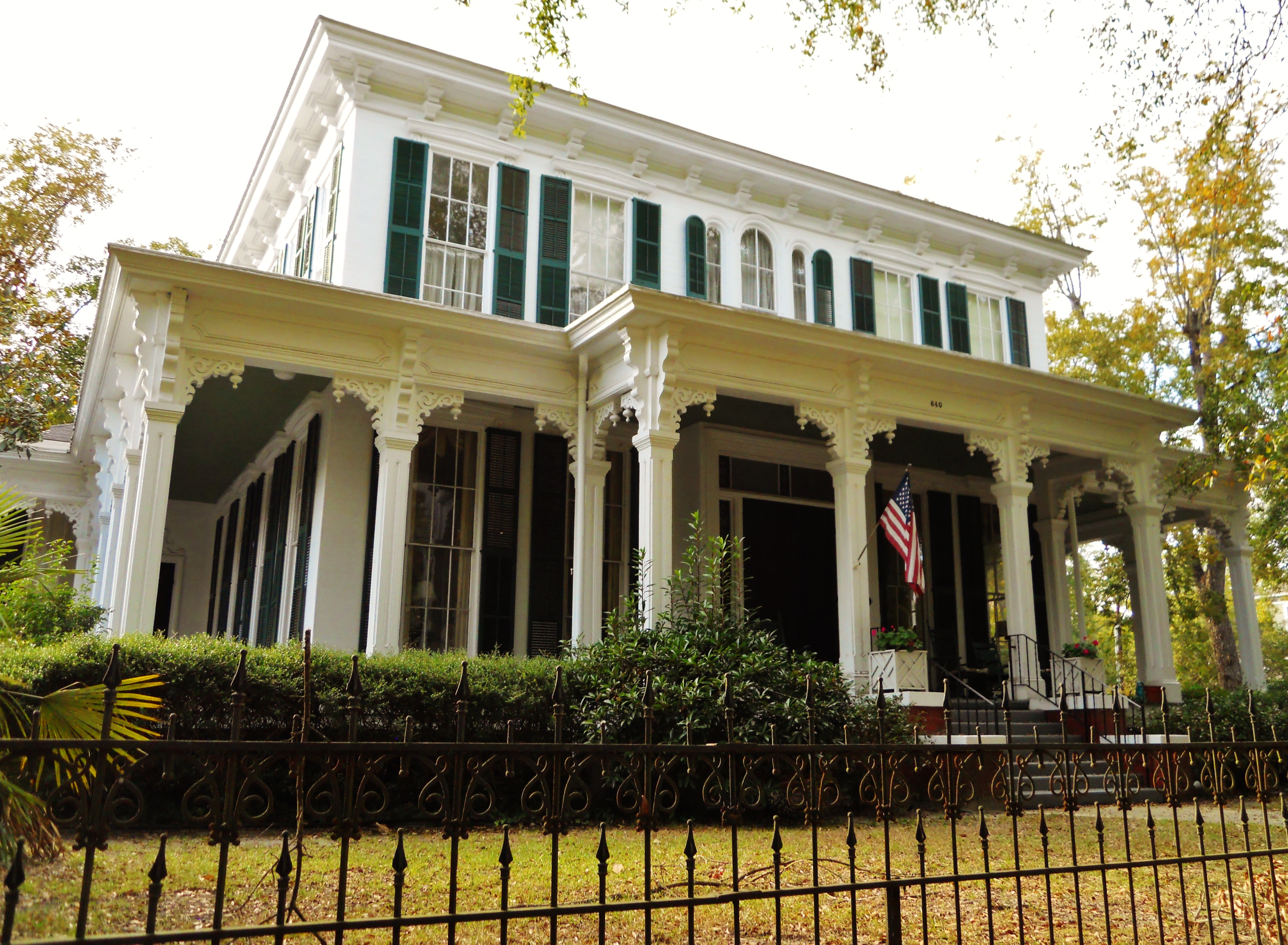
Drewry-Mitchell-House
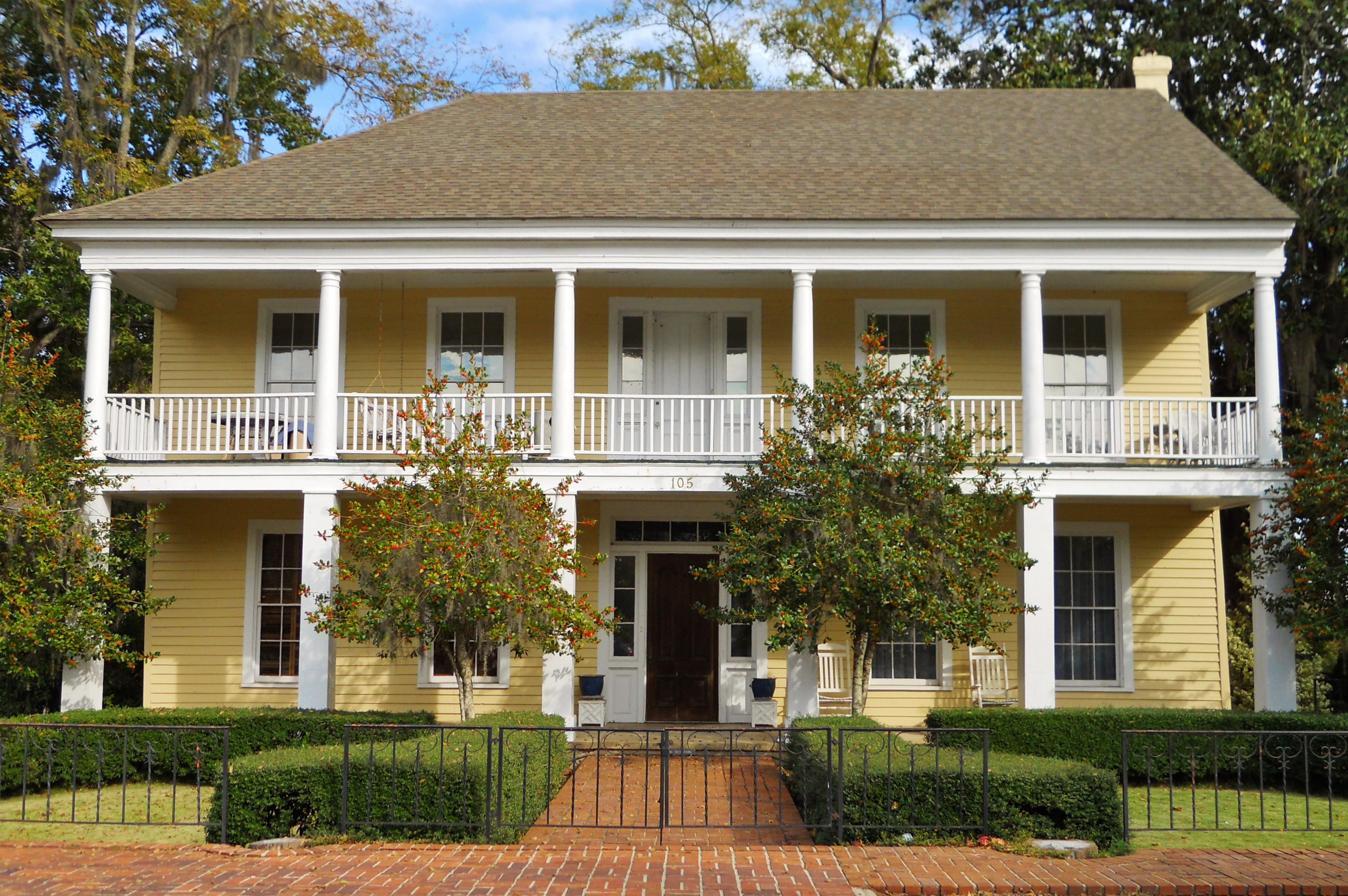
The Tavern
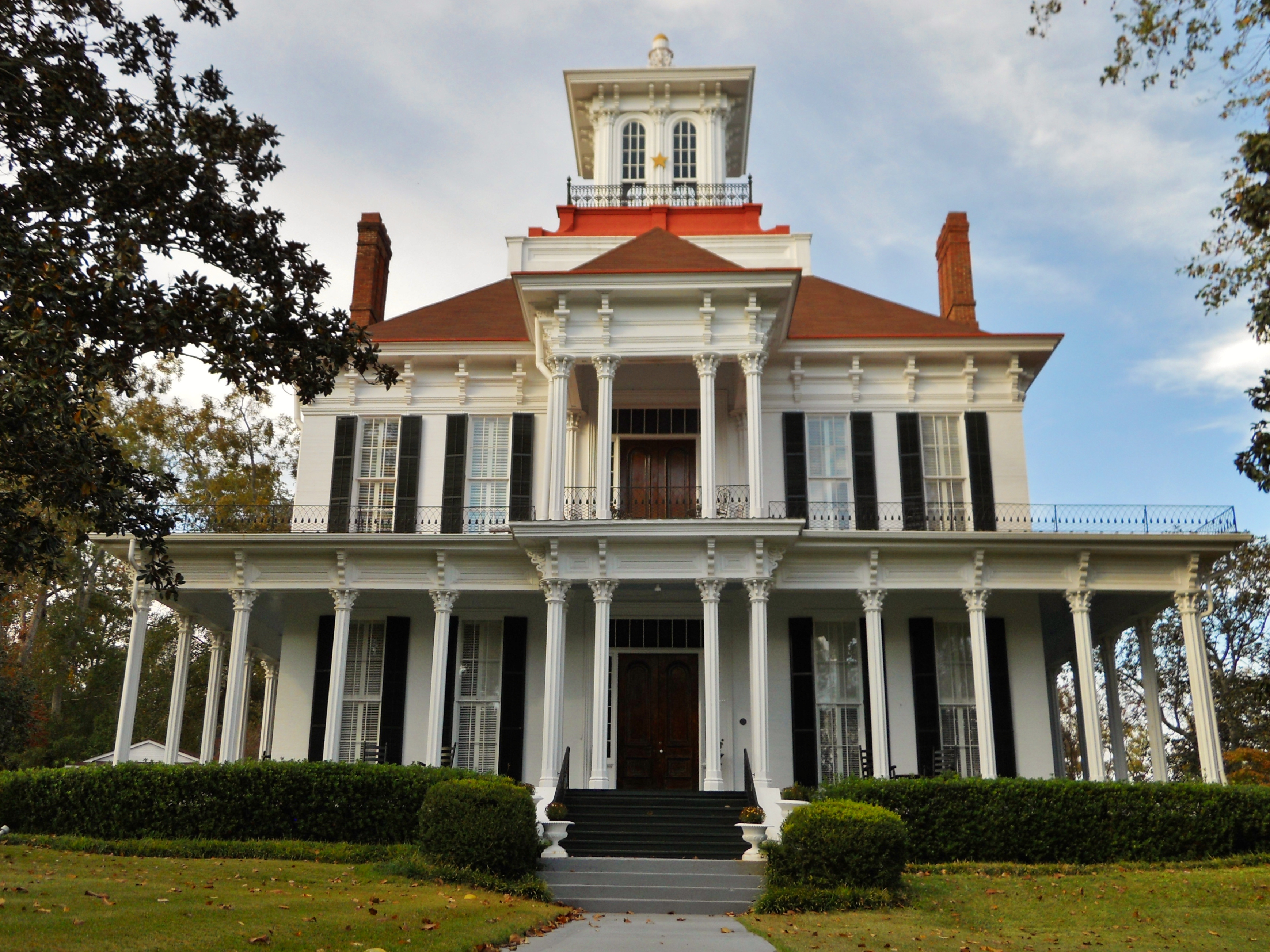
Kendall Manor

## Söhne und Töchter der Stadt
- Walter Kehoe (1870–1938), Politiker
- Edwin E. Floyd (1924–1990), Mathematiker
- Johnie Lewis (1908–1992), Bluesmusiker
- Martha Reeves (* 1941), Soul-Sängerin
- Rick Lowe (* 1961), Künstler
- Courtney Upshaw (* 1989), American-Football-Spieler